# Skybus Metro

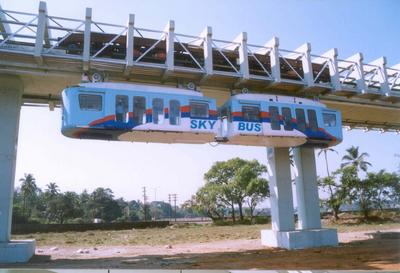
Prova de l'Skybus a Goa

El  Skybus Metro era un prototip de ferrocarril elevat creat a l'Índia. Es tracta d'una estructura de formigó que recolza en múltiples bigues, de les quals es pengen els vagons. Aquest transport era vist com a solució a les congestions del trànsit de les grans ciutats, com que l'Skybus no podia col·lidir amb els automòbils, i podia atènyer fins a 100 km/h.

## Característiques tècniques
L'Skybus és un comboi penjant inventat per B. Rajaram, enginyer indi. L'Skybus penja del carril i és impulsat per rodes. La via consisteix en una sèrie de caixes de formigó recolzades en columnes de fins a 10 metres d'alt separades entre si uns 17 metres. Sempre se situa de manera que no obstrueixi el trànsit de les carreteres, i està impulsat per un motor altern trifàsic amb capacitat regenerativa. Consta de fins a tres tipus de frens: regeneratius, de disc i d'emergència. Així mateix, cada vagó té una capacitat de fins a 150 persones. Per realitzar un canvi de vies és cal dispositius especials. L'alimentació elèctrica del Skybus es pot resoldre de dues maneres: mitjançant raspalls col·lectors o mitjançant rodes conductores. Les estacions de l'Skybus eren uns 5 metres damunt el nivell del sòl, igual que els canvis de via.
Els seus avantatges són que és ideal per a ciutats amb trànsit molt congestionat i no aptes per a altres tipus de transport ferroviari. Els inconvenients inclouen els elevats costos de construcció i d'operació comparat amb el metro o tramvia) i l'alt temps de canvi de via.
La companyia Konkan va construir una via de proves d'1,6 km a Margao, a l'estat de Goa, va començar les proves el 2004, però el 25 de setembre, un empleat va morir i tres van resultar ferits en un accident, cosa que va posar fi a la prova. La via de proves s'hauria hagut d'ampliar a 10,5 km, però no es va fer cap extensió després de l'accident. El 2013, el ferrocarril Konkan va desmantellar la línia.
| Longitud del rail de proves    | 1,6 km   |
| Velocitat màxima               | 100 km/h |
| Pendent màxim del recorregut   | 2%       |
| Radi de la corba més tancada   | 100 m    |
| Radi de la corba menys tancada | 875 m    |
| Màxim radi de corba vertical   | 3375 m   |